# Roberto Balado
Roberto Balado Méndez (ur. 15 stycznia 1969 w Jovellanos, zm. 2 lutego 1994 w Hawanie) – kubański bokser wagi superciężkiej, mistrz olimpijski z Barcelony (1992).
Walczył w wadze superciężkiej (powyżej 91 kilogramów) i zdominował tę kategorię w pierwszej połowie lat 90. Trzy razy z rzędu zdobywał tytuł amatorskiego mistrza świata (1989, 1991 i 1993), pięć razy zostawał mistrzem Kuby. W 1991 roku triumfował w igrzyskach panamerykańskich, a rok później zdobył złoty medal olimpijski. W Barcelonie otrzymał także Puchar Vala Barkera dla najlepiej walczącego technicznie boksera igrzysk.
W lutym 1988 roku podczas zawodów w Bułgarii Roberto Balado został pokonany przez Polaka  Andrzeja Gołotę
Zginął w wypadku drogowym, gdy na jego samochód najechał pociąg.